# پونی‌ها
پونی‌ها ‌یا پونیک‌ها (لاتین: Pūnicus) نام گروهی از فنیقی‌ها است که در دریابار آفریقایی مدیترانه می‌زیستند. پونی‌ها ‌مردمی سامی بودند که در دوران اولیه عصر آهن از فنیقیه به مدیترانه غربی مهاجرت کردند. در تحقیقات جدید، اصطلاح پونیک، معادل لاتین واژه فینیقیه مشتق‌شده از یونانی، منحصراً برای اشاره به فنیقیان در غرب مدیترانه، پیرو خط شرق یونان و غرب لاتین به‌کار می‌رود. بزرگترین سکونتگاه پونی‌ها کارتاژ باستان بود، اما ۳۰۰ سکونتگاه دیگر در امتداد سواحل آفریقای شمالی از لپتیس مگنا در لیبی امروزی تا موگادور در جنوب مراکش، و همچنین غرب سیسیل، جنوب ساردینیا، سواحل جنوبی و شرقی شبه جزیره ایبری، مالت، و ایبی وجود داشت. زبان آن‌ها پونی، گونه‌ای از زبان فنیقی، یکی از زبان‌های سامی شمال‌غربی بود که منشأ آن شام بود.

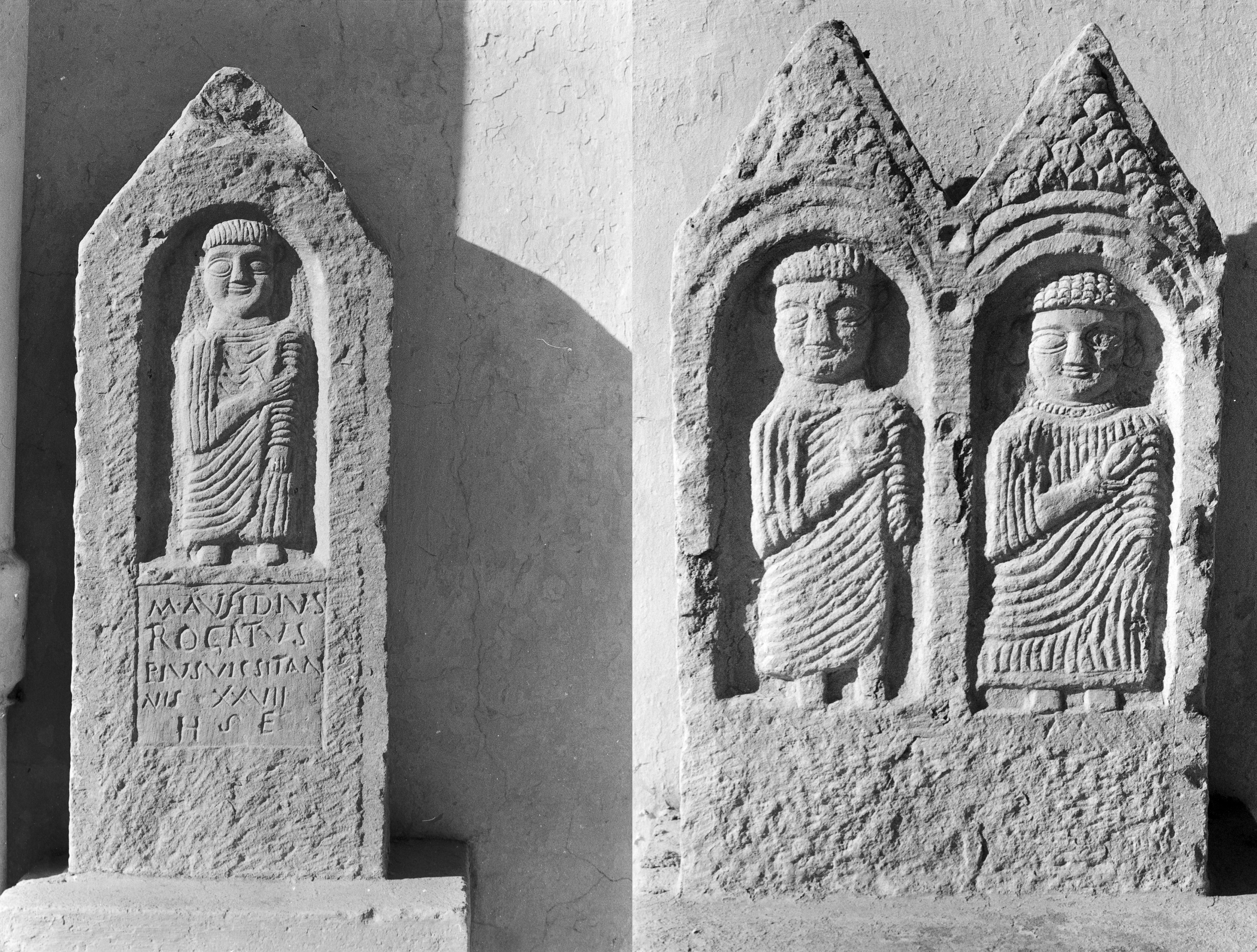
آثار پونیک